# Chanceaux-sur-Choisille
Pour les articles homonymes, voir Chanceaux (homonymie) et Choisille (homonymie).
Chanceaux-sur-Choisille est une commune française située dans le département d'Indre-et-Loire, en région Centre-Val de Loire.

## Géographie
| Cerelles                |                         | Nouzilly      |
| Saint-Antoine-du-Rocher | Chanceaux-sur-Choisille | Monnaie       |
| Mettray                 | Notre-Dame-d'Oé         | Parçay-Meslay |

### Hydrographie

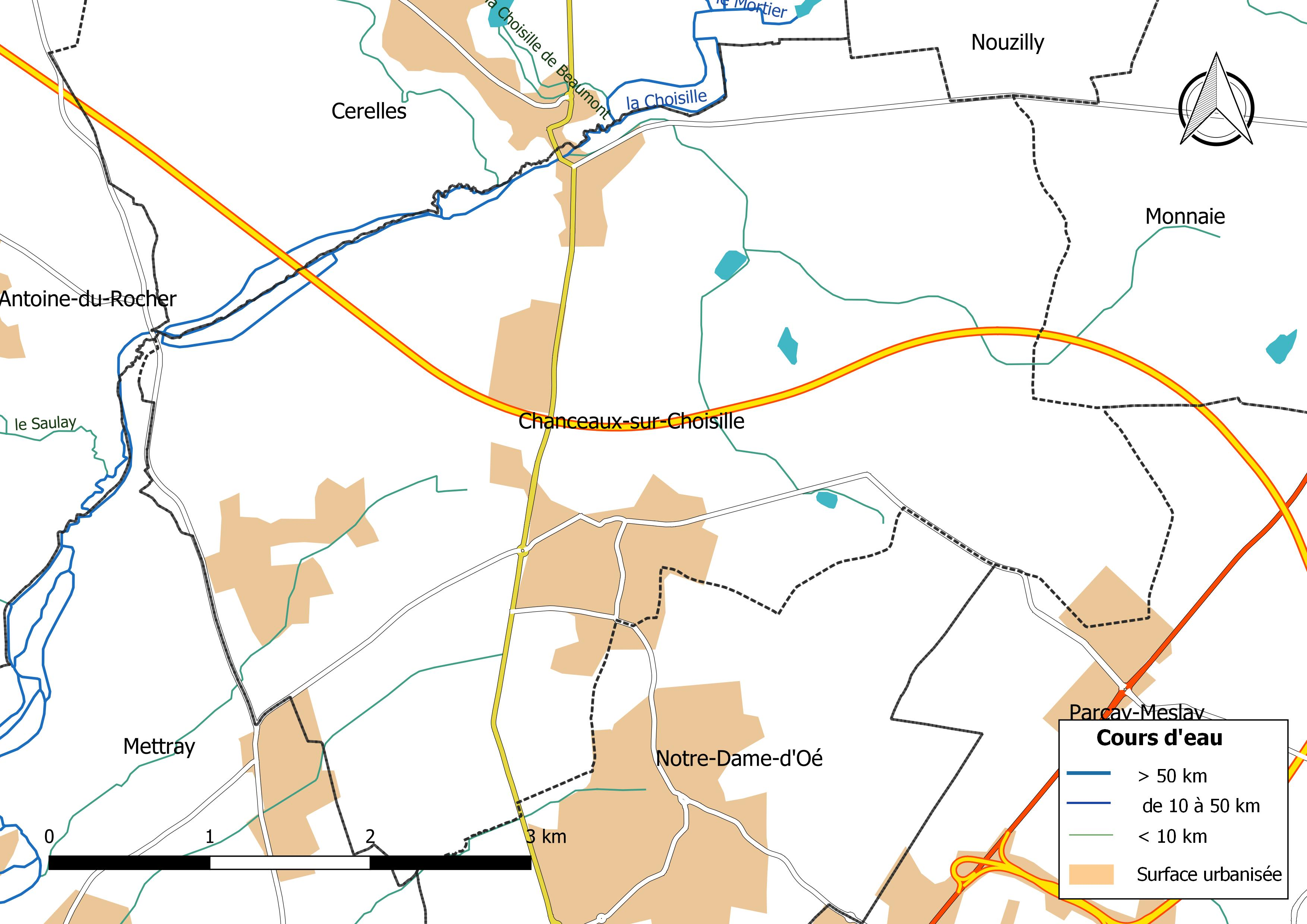
Réseau hydrographique de Chanceaux-sur-Choisille.

Le réseau hydrographique communal, d'une longueur totale de 15,58 km, comprend un cours d'eau notable, la Choisille (3,655 km), et huit petits cours d'eau pour certains temporaires,.
La Choisille, d'une longueur totale de 26,1 km, prend sa source à 149 mètres d'altitude sur le territoire de la commune de Nouzilly et se jette dans la Loire à Saint-Cyr-sur-Loire, à 42 m d'altitude, après avoir traversé 8 communes. 
Ce cours d'eau est classé dans les listes 1 et 2 au titre de l'article L. 214-17 du code de l'environnement sur le Bassin Loire-Bretagne. Au titre de la liste 1, aucune autorisation ou concession ne peut être accordée pour la construction de nouveaux ouvrages s'ils constituent un obstacle à la continuité écologique et le renouvellement de la concession ou de l'autorisation des ouvrages existants est subordonné à des prescriptions permettant de maintenir le très bon état écologique des eaux. Au titre de la liste 2, tout ouvrage doit être géré, entretenu et équipé selon des règles définies par l'autorité administrative, en concertation avec le propriétaire ou, à défaut, l'exploitant,. 
Sur le plan piscicole, la Choisille est classée en deuxième catégorie piscicole. Le groupe biologique dominant est constitué essentiellement de poissons blancs (cyprinidés) et de carnassiers (brochet, sandre et perche).
Deux zones humides ont été répertoriées sur la commune par la direction départementale des territoires (DDT) et le conseil départemental d'Indre-et-Loire : « la vallée du Ruisseau de la Perrée » et « la vallée de la Choisille de Langennerie au Moulin de Cormiers »,.

### Climat
Pour des articles plus généraux, voir Climat du Centre-Val de Loire et Climat d'Indre-et-Loire.
En 2010, le climat de la commune est de type climat océanique dégradé des plaines du Centre et du Nord, selon une étude du CNRS s'appuyant sur une série de données couvrant la période 1971-2000. En 2020, Météo-France publie une typologie des climats de la France métropolitaine dans laquelle la commune est exposée à un climat océanique altéré et est dans la région climatique Moyenne vallée de la Loire, caractérisée par une bonne insolation (1 850 h/an) et un été peu pluvieux.
Pour la période 1971-2000, la température annuelle moyenne est de 11,1 °C, avec une amplitude thermique annuelle de 14,9 °C. Le cumul annuel moyen de précipitations est de 708 mm, avec 11,2 jours de précipitations en janvier et 6,8 jours en juillet. Pour la période 1991-2020, la température moyenne annuelle observée sur la station météorologique de Météo-France la plus proche, « Tours - Parcay-Meslay », sur la commune de Parçay-Meslay à 5 km à vol d'oiseau, est de 12,2 °C et le cumul annuel moyen de précipitations est de 677,8 mm,. Pour l'avenir, les paramètres climatiques de la commune estimés pour 2050 selon différents scénarios d'émission de gaz à effet de serre sont consultables sur un site dédié publié par Météo-France en novembre 2022.

## Urbanisme

### Typologie
Au 1er janvier 2024, Chanceaux-sur-Choisille est catégorisée ceinture urbaine, selon la nouvelle grille communale de densité à sept niveaux définie par l'Insee en 2022.
Elle appartient à l'unité urbaine de Chanceaux-sur-Choisille, une unité urbaine monocommunale constituant une ville isolée,. Par ailleurs la commune fait partie de l'aire d'attraction de Tours, dont elle est une commune de la couronne,. Cette aire, qui regroupe 162 communes, est catégorisée dans les aires de 200 000 à moins de 700 000 habitants,.

### Occupation des sols
L'occupation des sols de la commune, telle qu'elle ressort de la base de données européenne d’occupation biophysique des sols Corine Land Cover (CLC), est marquée par l'importance des territoires agricoles (71,1 % en 2018), en diminution par rapport à 1990 (75,6 %). La répartition détaillée en 2018 est la suivante : 
terres arables (61,3 %), forêts (15,6 %), zones urbanisées (9,5 %), zones agricoles hétérogènes (5,5 %), prairies (4,4 %), zones industrielles ou commerciales et réseaux de communication (3,8 %). L'évolution de l’occupation des sols de la commune et de ses infrastructures peut être observée sur les différentes représentations cartographiques du territoire : la carte de Cassini (XVIIIe siècle), la carte d'état-major (1820-1866) et les cartes ou photos aériennes de l'IGN pour la période actuelle (1950 à aujourd'hui).

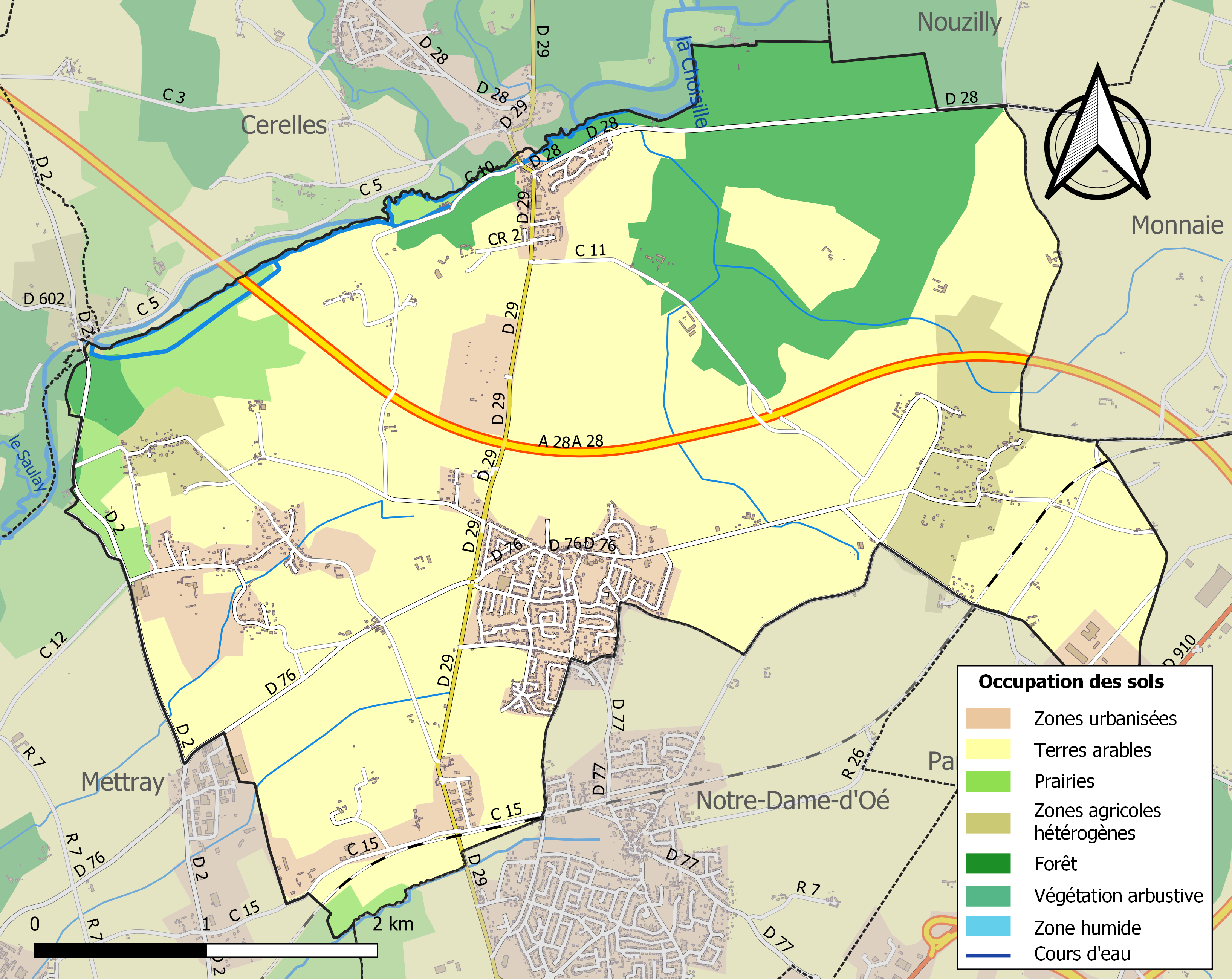
Carte des infrastructures et de l'occupation des sols de la commune en 2018 (CLC).

### Risques majeurs
Le territoire de la commune de Chanceaux-sur-Choisille est vulnérable à différents aléas naturels : météorologiques (tempête, orage, neige, grand froid, canicule ou sécheresse), feux de forêts et séisme (sismicité très faible). Un site publié par le BRGM permet d'évaluer simplement et rapidement les risques d'un bien localisé soit par son adresse soit par le numéro de sa parcelle.
Pour anticiper une remontée des risques de feux de forêt et de végétation vers le nord de la France en lien avec le dérèglement climatique, les services de l’État en région Centre-Val de Loire (DREAL, DRAAF, DDT) avec les SDIS ont réalisé en 2021 un atlas régional du risque de feux de forêt, permettant d’améliorer la connaissance sur les massifs les plus exposés. La commune, étant pour partie dans le massif de Beaumont, est classée au niveau de risque 3, sur une échelle qui en comporte quatre (1 étant le niveau maximal).

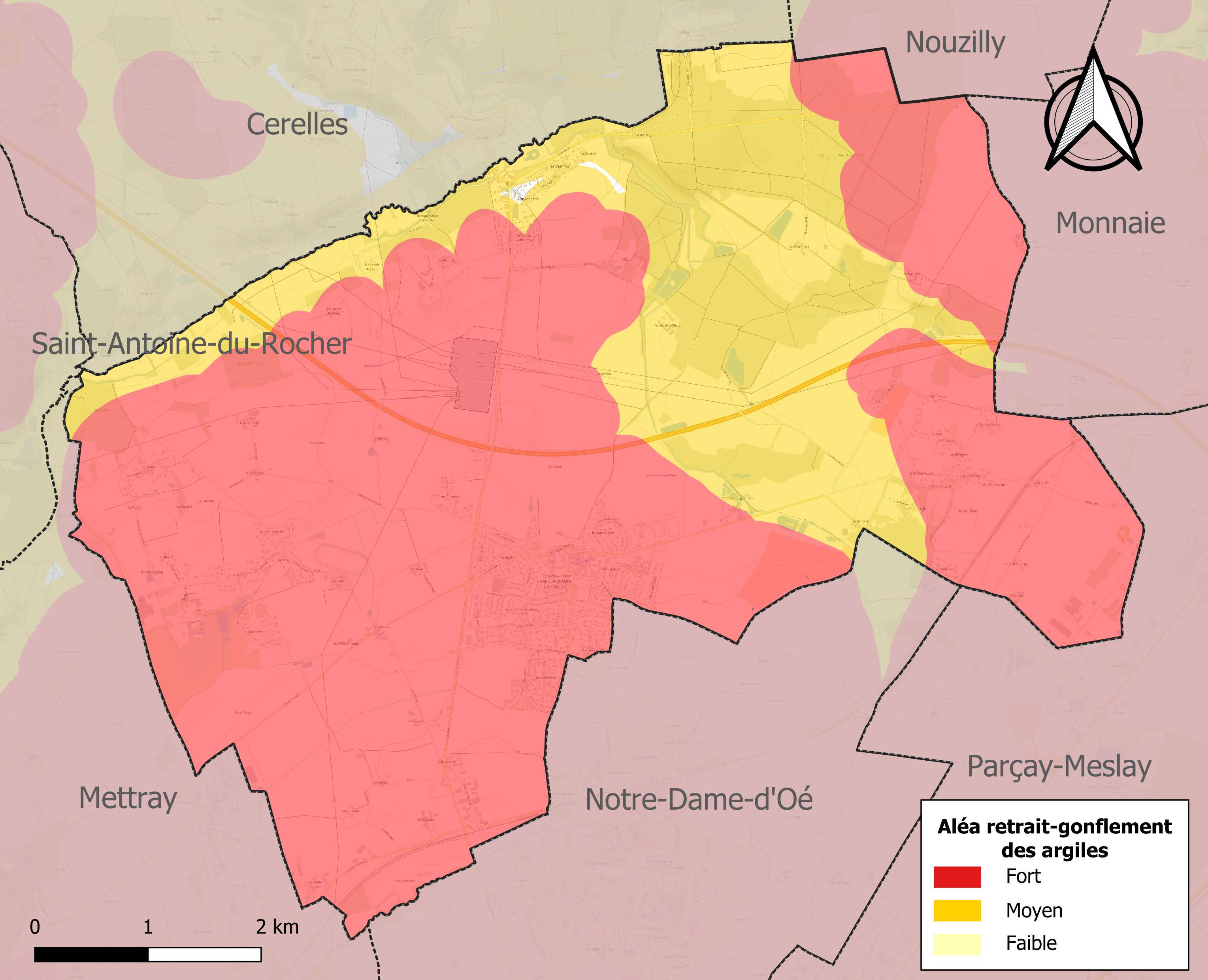
Carte des zones d'aléa retrait-gonflement des sols argileux de Chanceaux-sur-Choisille.

Le retrait-gonflement des sols argileux est susceptible d'engendrer des dommages importants aux bâtiments en cas d’alternance de périodes de sécheresse et de pluie. 99,9 % de la superficie communale est en aléa moyen ou fort (90,2 % au niveau départemental et 48,5 % au niveau national). Sur les 1 324 bâtiments dénombrés sur la commune en 2019, 1309 sont en aléa moyen ou fort, soit 99 %, à comparer aux 91 % au niveau départemental et 54 % au niveau national. Une cartographie de l'exposition du territoire national au retrait gonflement des sols argileux est disponible sur le site du BRGM,.
Concernant les mouvements de terrains, la commune a été reconnue en état de catastrophe naturelle au titre des dommages causés par la sécheresse en 1990, 1992, 1993, 1996, 2005, 2011, 2018 et 2019 et par des mouvements de terrain en 1999.

## Histoire
Chanceaux-sur-Choisille a porté les noms de: Cancellis (939), villa Cancellis(943, charte de l'abbaye Saint-Julien), vicaria Cancellace (989, charte de Saint-Julien), terra de Cancellis (fin du Xe siècle, charte de Saint-Julien), ecclesia de Cancellis (1144 et 1156, chartes de Saint-Julien), parrochia de Chancellis (1247), Prioratus de Chancellis (1368, cartulaire de l'archevêché de Tours), Chanseaux (1383, charte de l'abbaye de Marmoutier), Chanceaux (XVIIIe siècle, carte de Cassini), Chanceaux-sur-Choisille (décret du 2 mars 1852).
La châtellenie relevait de Rochecorbon et appartenait à l'abbaye Saint-Julien de Tours qui y établit un prieuré.
Le plus ancien registre paroissial date de 1621.

## Politique et administration

### Tendances politiques et résultats
| Scrutin             | Scrutin             | 1er tour | 1er tour | 1er tour | 1er tour | 1er tour | 1er tour | 1er tour | 1er tour  | 1er tour | 1er tour | 1er tour | 1er tour | 2d tour | 2d tour | 2d tour | 2d tour | 2d tour | 2d tour |
| Scrutin             | Scrutin             | 1er      | 1er      | %        | 2e       | 2e       | %        | 3e       | 3e        | %        | 4e       | 4e       | %        | 1er     | 1er     | %       | 2e      | 2e      | %       |
| ------------------- | ------------------- | -------- | -------- | -------- | -------- | -------- | -------- | -------- | --------- | -------- | -------- | -------- | -------- | ------- | ------- | ------- | ------- | ------- | ------- |
| Présidentielle 2017 | Présidentielle 2017 |          | EM       | 23,28    |          | FN       | 22,22    |          | LR        | 20,27    |          | LFI      | 17,57    |         | EM      | 65,79   |         | FN      | 34,21   |
| Présidentielle 2022 | Présidentielle 2022 |          | LREM     | 33,89    |          | RN       | 24,32    |          | LFI       | 14,80    |          | REC      | 5,96     |         | LREM    | 62,20   |         | RN      | 37,80   |
| Législatives 2022   | 2e                  |          | RE-Ens   | 32,40    |          | RN       | 22,35    |          | LFI-Nupes | 21,20    |          | LR       | 11,21    |         | RE      | 58,88   |         | LFI     | 41,12   |
| Législatives 2024   | 2e                  |          | RE-Ens   | 35,75    |          | RN       | 34,71    |          | LFI-NFP   | 17,75    |          | LR       | 9,22     |         | RE      | 60,34   |         | RN      | 39,66   |

### Liste des maires
| Période                                  | Période      | Identité          | Étiquette   | Qualité                                                             |
| ---------------------------------------- | ------------ | ----------------- | ----------- | ------------------------------------------------------------------- |
| Les données manquantes sont à compléter. |              |                   |             |                                                                     |
| avril 1953                               | février 1962 | Charles Spiessert |             | Directeur du cirque Pinder                                          |
| Les données manquantes sont à compléter. |              |                   |             |                                                                     |
| mars 1989                                | mars 2001    | Catherine Law     |             | Première adjointe au maire (1983 → 1989)                            |
| mars 2001                                | mars 2008    | Bernard Gaudino   | DVD         |                                                                     |
| mars 2008                                | juin 2020    | Patrick Delétang  | DVD puis LR | Chef d'entreprise Conseiller départemental de Vouvray (2015 → 2021) |
| juin 2020                                | octobre 2024 | Gérard Daviet     | DVD         | Chef d'entreprise retraité Démissionnaire                           |
| octobre 2024                             | En cours     | Christian Druelle |             | Ancien premier adjoint                                              |

### Finances locales

#### Endettement
Évolution de l'endettement (en milliers d’€) :

#### Fiscalité
| Taxe                                                | Taux appliqué (part communale) |
| --------------------------------------------------- | ------------------------------ |
| Taxe d'habitation (TH)                              | 15,76 %                        |
| Taxe foncière sur les propriétés bâties (TFPB)      | 20,80 %                        |
| Taxe foncière sur les propriétés non bâties (TFPNB) | 46,16 %                        |

## Population et société

### Démographie
L'évolution du nombre d'habitants est connue à travers les recensements de la population effectués dans la commune depuis 1793. Pour les communes de moins de 10 000 habitants, une enquête de recensement portant sur toute la population est réalisée tous les cinq ans, les populations de référence des années intermédiaires étant quant à elles estimées par interpolation ou extrapolation. Pour la commune, le premier recensement exhaustif entrant dans le cadre du nouveau dispositif a été réalisé en 2007.

En 2022, la commune comptait 3 509 habitants, en évolution de +0,17 % par rapport à 2016 (Indre-et-Loire : +1,67 %, France hors Mayotte : +2,11 %).
| 1793 | 1800 | 1806 | 1821 | 1831 | 1836 | 1841 | 1846 | 1851 |
| ---- | ---- | ---- | ---- | ---- | ---- | ---- | ---- | ---- |
| 523  | 419  | 597  | 604  | 617  | 694  | 712  | 676  | 694  |

| 1856 | 1861 | 1866 | 1872 | 1876 | 1881 | 1886 | 1891 | 1896 |
| ---- | ---- | ---- | ---- | ---- | ---- | ---- | ---- | ---- |
| 716  | 745  | 732  | 658  | 649  | 777  | 724  | 715  | 708  |

| 1901 | 1906 | 1911 | 1921 | 1926 | 1931 | 1936 | 1946 | 1954 |
| ---- | ---- | ---- | ---- | ---- | ---- | ---- | ---- | ---- |
| 658  | 644  | 614  | 615  | 604  | 606  | 660  | 599  | 662  |

| 1962 | 1968 | 1975 | 1982  | 1990  | 1999  | 2006  | 2007  | 2012  |
| ---- | ---- | ---- | ----- | ----- | ----- | ----- | ----- | ----- |
| 726  | 701  | 959  | 1 801 | 2 601 | 2 821 | 3 479 | 3 573 | 3 539 |

| 2017  | 2022  | - | - | - | - | - | - | - |
| ----- | ----- | - | - | - | - | - | - | - |
| 3 515 | 3 509 | - | - | - | - | - | - | - |

### Enseignement
Chanceaux-sur-Choisille se situe dans l'Académie d'Orléans-Tours (Zone B) et dans la circonscription de Tours Nord-Sud.
L'école maternelle Vincent et l'école élémentaire du Tilleul accueillent les élèves de la commune.

## Culture locale et patrimoine

### Lieux et monuments
Un polissoir néolithique a été découvert en 1966 dans le Bois de Baudry, preuve que la commune a été fréquentée dès la préhistoire.
Le prieuré de Chanceaux-sur-Choisille fut construit au Moyen Âge, celui-ci comportait l'église, la cour et tous les bâtiments annexes ainsi qu'un puits.

### Personnalités liées à la commune
- La comédienne Ève Lavallière loua la propriété de La Choisille alors connue sous le nom de La Porcherie, quelque temps pour s'y reposer ; c'est là qu'elle fit la connaissance de l'abbé Chasteignier curé de Chanceaux qui la convertit en son église le 19 juillet 1917. Ensuite, elle se défait de ses biens matériels, puis s'établit définitivement dans sa maison de Thuillières (Vosges) où elle meurt le 11 juillet 1929.
- Le cirque Pinder s'est longtemps posé à Chanceaux-sur-Choisille pour passer l'hiver, à l'époque où le cirque était tenu par Charles Spiessert (1928-1971). C'est pourquoi le cirque, même à l'époque où il évoluait sous l'enseigne de cirque Jean Richard[38], a toujours commencé sa tournée à Tours[39].
- Doryan Da Silva, vainqueur du concours Météo’s got talent 2018 lors du Forum International de la Meteo et du Climat de